# 梁家希
梁家希（Leung Robson Augusto Ka Hai，1993年4月22日—），生於巴西馬特蘭迪亞，香港足球運動員，混血兒，司職防守中場，曾效力香港超級聯賽球會夢想FC。

## 早年生活
梁家希生於巴西馬特蘭迪亞，其父親是香港人而母親是巴西人，而身為兒子的他於5歲時已愛上足球，並自小在當地貧民區的街場練習五人足球，讓他擁有靈活的控球技術，雖然他當時曾投考地區球會青年軍，但都無緣入圍，直到於9歲時隨父親返回港定居，並入讀本地體育名校仁濟醫院董之英紀念中學更開始接觸11人足球，同時參加地區球會再於同年加入傑志青年軍，更於首次參加NIKE香港超級盃，即協助傑志青年軍奪得U15組別冠軍。

## 球員生涯

### 傑志
梁家希於2008年3月獲傑志列入參加亞協盃的球員名單，再於同年4月對聯華紅牛的聯賽，以15歲零4日之齡後備上陣，打破前傑志隊友盧均宜以15歲零309日在甲組聯賽的最年輕上陣紀錄，隨後15歲的梁家希拿着職業球員資格返回家鄉兼足球王國巴西定居，但他結果發覺生活並不容易，於是便於17歲時選擇珍惜在港的機會返港，但他回歸母會傑志後卻發現自己已被遺忘，加上斷斷續續的傷患令他再經歷兩年人生的低潮，直至2014年5月11日，他於對橫濱FC香港的聯賽在53分鐘後備入替林嘉緯，並在78分鐘在禁區頂推過兩名對手後，趁門將出迎前快射破網取得首個甲組賽事入球，結果他協助傑志以4–1勝出和以不敗戰績完成聯賽，成為繼南華及精工後歷來第3支全季不敗的聯賽冠軍。

### 冠忠南區
到2015年7月21日，梁家希外借到港超聯地區球會冠忠南區，並在9月26日對南華的第二場聯賽，即獲正選機會首度為南區上陣，結果他於57分鐘被換出而且最終南區以0–1落敗，隨後他協助南區創出球會歷史首度晉身高級組銀牌決賽，可惜南區於決賽不敵東方屈居亞軍，而且他再在球季尾段與冠忠南區順利晉身季後附加賽，可是結果南區都於決賽敗於母會傑志，而總結梁家希於季內為南區在各項賽事上陣19場，並協助南區獲得聯賽第四名。

### R&F富力
結果於2016年8月，梁家希主動要求外借到由中超球會廣州富力出資及組建的港超聯球會R&F富力，並在9月18日對標準灝天的高級組銀牌初賽，首度登場即擔當正選，至完場前5分鐘被換出，可惜最終富力在港首場以0–1落敗，隨後再在9月24日再對標準灝天的聯賽，繼續獲正選機會，至67分鐘被換出，結果富力再以0–2落敗，總結梁家希因受到傷患困擾，導致於季內在各項賽事僅為富力上陣2場，隨着轉會市場在2017年1月重開，R&F富力在獲得屬會廣州富力借出以及羅致兩名香港球員後，出現人滿之患，結果R&F富力教練李志海經與會方研究後，選擇與梁家希和張國明兩名香港球員提前解約。

### 夢想FC
解約後，梁家希回復自由身，並回到巴西效力當地的地區球會，其後他獲朋友邀請到馬爾代夫參與足球學校的組建，和在當地球季後段參與盃賽賽事，直到2018年1月回返港隨由前富力助教梁志榮執教的港超聯球會夢想FC操練，至1月30日正式與夢想簽約加盟，並在3月4日對東方龍獅的聯賽，於83分鐘後備入替黎厚希首度為夢想上陣，結果夢想以0–3落敗。

## 家庭生活
由於梁家希在擔任右後衛時喜好助攻所以被隊友冠以「卡富」的外號，其母親Mari和妹妹Izadora現居巴西而他們父母年輕時皆是運動員，父親曾在港踢預備組賽事、母親在巴西時是市內長跑代表而其舅父還是市內的足球代表，因選擇在港發展他與家人長期分隔異地，而使梁家希每年夏天都會回故鄉探望親友，或經常以Skype或電話與母親聯絡。

## 榮譽
傑志
- 香港超級聯賽冠軍（2014–15季度）
- 香港聯賽盃冠軍（2014–15季度）
- 香港足總盃冠軍（2014–15季度）

香港代表隊
- 港澳埠際賽冠軍（2014年）

## 外部連結
- 香港足球總會球員註冊資料 （页面存档备份，存于）